# 岡山県の城
岡山県の城（おかやまけんのしろ）は、岡山県内に残存する城砦遺構をとりまとめたものである。
岡山県は明治の廃藩置県以前は美作国、備前国、備中国の三ヶ国により形成され、中世、戦国時代には赤松氏、浦上氏、宇喜多氏、毛利氏や在地国人らにより多くの城が築かれた。特に美作地域は戦国期に毛利氏・尼子氏・宇喜多氏の争奪戦の舞台となったこともあり、規模の大きな城郭遺構が残されている。

## 美作市
- 福城
- 三星城
- 林野城
- 竹山城
- 小房城
- 鷹巣城

## 真庭市
- 麓城
- 勝山城
- 篠向城

## 津山市
- 岩屋城 (美作国)
- 矢筈城
- 津山城
- 嵯峨山城
- 神楽尾城
- 美和山城
- 笹山城
- 佐良山城

## 久米郡
- 鬼山城
- 一之瀬城
- 金室城
- 美作鷲山城
- 鴛淵城
- 姥ヶ城
- 大戸山轟城
- 山之上城

## 苫田郡
- 日上山城
- 小田草城

## 備前市
- 三石城

## 和気町
- 天神山城

## 岡山市
- 白石城
- 金川城
- 徳倉城
- 乙子城
- 沼城
- 岡山城
- 冠山城
- 備中高松城

## 瀬戸内市
- 高取山城
- 砥石城

## 玉野市
- 常山城
- 八浜城

## 赤磐市
- 明田城
- 周匝茶臼山城

## 総社市
- 鬼ノ身城
- 鬼ノ城
- 経山城

## 倉敷市
- 猿掛城

## 高梁市
- 鶴首城
- 備中松山城

## 新見市
- 楪城